# Jennifer Hosten
Jennifer Josephine Hosten (Saint George's, 31 ottobre 1947) è una modella grenadina, vincitrice del concorso di bellezza Miss Mondo 1970.

## Biografia
Jennifer Hosten è stata incoronata ventesima Miss Mondo all'età di ventidue anni, il 20 novembre 1970 presso il Royal Albert Hall di Londra, ricevendo la corona dalla Miss Mondo uscente, l'austriaca Eva Rueber-Staier. È stata la prima, e ad oggi l'unica, Miss Mondo grenadina.
Dopo il suo anno di regno, la Hosten ha dapprima lavorato per il servizio radio della BBC nei Caraibi, ed in seguito per la compagnia aerea Air Canada, unendosi in matrimonio con David Craig, uno dei dirigenti dell'azienda, con cui ha avuto due figli Sophia Craig e Beau Craig.
Nel 2006 Jennifer Hosten è stata scelta come direttrice per il concorso nazionale Miss Grenada.